# Hippias Major (Plato)
De Hippias Major (Grote Hippias) is een op naam van Plato overgeleverde dialoog, waarvan to kalon (letterlijk: het Schone) het onderwerp is. Dit wordt geconcretiseerd in vragen als: Wat bedoelt iemand wanneer hij zegt dat iets mooi is? Wat maakt dat we iets mooi noemen? Wat is de essentie, de definitie van het begrip Schoonheid? De redeneringen die Socrates gebruikt om de voorgestelde antwoorden te bestrijden munten niet uit in helderheid. Als het werk van Plato is, is het wellicht een vroege dialoog, geschreven rond 390 v.Chr. Sommigen hebben de authenticiteit van dit werk echter betwijfeld, onder andere omdat er in de oudheid nooit aan gerefereerd wordt, voor zover wij weten.

## Deelnemers aan het gesprek
Er zijn slechts twee sprekers: Socrates en Hippias van Elis, de bekende sofist die ook in de Hippias Minor optreedt. Hij wordt, enigszins karikaturaal en meer dan dit het geval is in de Hippias Minor, neergezet als een ijdel, kleingeestig iemand met beperkte intellectuele gaven.

## Inhoud
Na een inleidend gesprek waarin Hippias zich op zijn enorme rijkdom beroemt, en geconcludeerd wordt dat de oude filosofen (dat wil zeggen de filosofen die wij nu als Presocraten aanduiden) een stuk naïever waren (want ze wisten hun wijsheid niet te gelde te maken), en zich niet met het openbare leven bemoeiden, zegt Socrates blij te zijn zo'n wijs iemand als Hippias voor zich te hebben. Laatst had hij namelijk bepaalde onderdelen van een redevoering als slecht en andere als mooi gekwalificeerd, en toen had zijn opponent hem uitgedaagd te zeggen wat dan 'Het Mooie' is. Socrates was daar toen niet in geslaagd, en vraagt nu of hij dit aan Hippias mag voorleggen, waarbij hij de rol van zijn opponent van toen op zich zal nemen.
Hippias accepteert en zijn eerste, schampere, antwoord is dat een mooi meisje mooi is. Maar is ze dat ook nog in vergelijking met een godin? vraagt Socrates. Wat is het dat maakt dat iets 'mooi' wordt? Als tweede antwoord geeft Hippias dat goud hetgeen is dat alles mooi maakt. Maar, werpt Socrates tegen, waarom gebruikt Phidias dan soms ivoor in zijn standbeelden en niet altijd overal goud? Soms is goud mooi, soms zijn andere dingen mooi. Dan geeft Hippias zijn derde antwoord: het wordt unaniem mooi gevonden om na een succesvol leven en een gezonde ouderdom eervol begraven te worden door je kinderen. Maar, zegt Socrates, dat geldt toch niet voor Achilles of andere helden die jong en roemvol zijn gestorven in de strijd?
Zo komen ze er niet uit, en Socrates suggereert nu zelf een antwoord: zou Het Passende niet het Schone kunnen zijn? Zoals ook goud soms passend bleek, en soms ivoor. Dit wordt evenwel 'weerlegd' middels een wat vreemde redenering: is het Passende dat wat dingen mooi maakt of dat wat ze mooi doet schijnen? Het kan niet allebei zijn, want dan zou er geen verschil van mening bestaan omtrent wat mooi is en wat niet, hetgeen wel het geval is. Als het datgene is wat dingen mooi doet schijnen, dan hebben we niet het gezochte gevonden. Als het datgene is wat dingen mooi maakt, dan is het vreemd dat het geen enkel ding ook mooi doet schijnen.
Volgende suggestie van Socrates: het Nuttige is Het Schone. De tegenwerping hier luidt dat iets ook nuttig kan zijn met het oog op het bereiken van iets slechts. Dus dan moet het begrip beperkt worden tot dat wat alleen nuttig is met het oog op goede zaken, dus het Weldadige. Dit wordt evenwel op niet minder sofistische wijze verworpen: het Weldadige brengt het Goede voort, is oorzaak van het Goede. Als dus het Weldadige gelijk is aan het Schone, geldt: het Schone is oorzaak van het Goede. Maar dan geldt ook dat het Schone niet hetzelfde is als het Goede, want de oorzaak van iets valt niet samen met datgene waarvan het oorzaak is. En beide gesprekspartners zijn het erover eens dat het onacceptabel is te stellen dat het schone niet goed is en het goede niet schoon.
Als laatste stelt Socrates de volgende definitie voor: het Schone is datgene wat onze oren en ogen behaagt, het esthetisch aangename dus. Als nu oren en ogen plezier verschaffen, geldt voor beide soorten plezier dat ze mooi zijn, voor elk apart en voor beide samen. Deze begripsopvatting geldt niet voor alles in het leven: samen zijn we twee, maar apart zijn we elk één; samen vormen we een even getal, apart een oneven. Voor wat betreft nu deze gewaarwordingen van genot: tot welke categorie behoren deze? Tot die van zowel beide samen, als tot elk apart genomen. Maar dan hebben we een probleem. Want het Schone moet tot beide samen behoren, en kan niet tot elk apart behoren. Beide gewaarwordingen zijn nl. Schoon door iets dat gemeenschappelijk is, niet door iets wat ze elk apart hebben. Immers, het kan niet zo zijn dat de ene schoon is door iets wat de ander niet heeft, en andersom. Daarmee vervalt de laatste voorgestelde definitie dus ook.
Nu heeft Hippias er genoeg van. In plaats van je met dit soort spitsvondigheden bezig te houden kan men zich beter toeleggen op wat waarlijk schoon is: een mooie politieke of juridische redevoering afsteken en daarmee de overwinning behalen. Socrates benijdt hem hierom, maar zegt dat hij met dit antwoord niet hoeft aan te komen bij zijn oorspronkelijke opponent. Die zal hem verwijten te spreken over mooie redevoeringen, zonder te weten wat 'mooi' is.